# Amphiura macrostyalia
Amphiura macrostyalia är en ormstjärneart som beskrevs av Murakami 1943. Amphiura macrostyalia ingår i släktet Amphiura och familjen trådormstjärnor. Inga underarter finns listade i Catalogue of Life.